# Louletano Desportos Clube
Il Louletano Desportos Clube è una società calcistica portoghese con sede nella città di Loulé. Milita nella Campeonato Nacional de Seniores, la terza divisione del campionato portoghese. La squadra gioca le partite casalinghe all'Estádio Algarve.

## Palmarès

### Competizioni nazionali
- Terceira Divisão: 2

1986-1987, 2008-2009